# Focke-Wulf Fw 57
O Focke-Wulf Fw 57 foi um protótipo de um caça-bombardeiro alemão. Foram construídos três protótipos em 1936 mas nunca entrou na fase de produção.